# ینس فیدلر
ینس فیدلر (به آلمانی: Jens Fiedler) متولد ۱۵ فوریه ۱۹۷۰ ورزشکار مرد رشتهٔ دوچرخه‌سواری اهل کشور آلمان است. وی در بین سال‌های ‎۱۹۹۲ تا ۲۰۰۰ میلادی در مسابقات بازی‌های المپیک تابستانی در مجموع ۵ مدال، شامل ۳ مدال طلا و ۲ برنز را کسب کرد.